# Atyria
Atyria är ett släkte av fjärilar. Atyria ingår i familjen mätare.

## Dottertaxa tillAtyria, i alfabetisk ordning[1]
- Atyria albifrons
- Atyria alcidamea
- Atyria alegrensis
- Atyria allogaster
- Atyria apoplyta
- Atyria approximans
- Atyria attenuata
- Atyria basina
- Atyria boeta
- Atyria castina
- Atyria centralis
- Atyria chibcha
- Atyria circumdata
- Atyria commoda
- Atyria compensata
- Atyria cruciata
- Atyria cuneifera
- Atyria dichroa
- Atyria dichroides
- Atyria dubia
- Atyria durnfordi
- Atyria eion
- Atyria fumosa
- Atyria gracillima
- Atyria hypocyanea
- Atyria intermediata
- Atyria isis
- Atyria josephi
- Atyria lemonia
- Atyria limbata
- Atyria malanciata
- Atyria matutina
- Atyria matutinella
- Atyria mayonensis
- Atyria mnemosyne
- Atyria nanipennis
- Atyria nigricellulata
- Atyria obtusimacula
- Atyria osera
- Atyria pernigrata
- Atyria portis
- Atyria quadriradiata
- Atyria quicha
- Atyria reducta
- Atyria sciaulax
- Atyria semidivisa
- Atyria stenochora
- Atyria subdichroa
- Atyria tenuis
- Atyria triradiata
- Atyria velata
- Atyria vespertina
- Atyria volumnia